# 刘夫人 (袁绍)
刘夫人（2世纪？—3世纪？）為中國東漢末年軍閥袁紹之繼室，生子袁熙、袁尚。

## 生平
袁紹的後妻劉氏有寵，她偏愛小兒子袁尚，常常稱讚他。袁紹也有意傳位袁尚，乃令長子袁譚出繼兄長之後。
建安七年（202年），袁紹逝世後，劉氏將袁紹的寵妾五人全部殺死並辱屍。袁尚幫助母親又殺光五妾的家人。劉氏與袁熙的妻子甄氏同住冀州鄴城。建安九年（204年），鄴城被曹操攻破，劉氏自縛雙手以示恭順。後来曹操祭拜袁紹墓，召見劉氏把財物還給他，并供給口糧。

## 評價
《三国志·袁绍传》記載：「刘氏甚妒忌，绍死，僵尸未殡，宠妾五人，妻尽杀之。以为死者有知，当复见绍。乃髡头墨面，以毁其形。」
《群書治要》記載：「追妒亡魂，戮及死人，恶妇之为，一至是哉！其少子尚，又为尽杀死者之家。嫔（旧校云：「嫔」疑為「媚」）说恶母，蔑死先父，行暴逆，忘大义，灭其宜矣。绍听顺妻意，欲以尚为嗣，又不时决定，身死而二子争国，举宗涂地，社稷为墟。上定冀州屯邺，舍绍之第，余亲涉其庭，登其堂，游其阁，寝其房，栋宇未堕，陛除自若，忽然而他姓处之。绍虽蔽乎？亦由恶妇！」